# Премія Лондонського гуртка кінокритиків
Премія Лондонського гуртка кінокритиків (англ. London Critics Circle Film Awards) — щорічна премія кінокритиків з підрозділу професійної британської асоціації «The Critics' Circle».

## Історія
Премія була заснована в 1980 році під назвою ALFS Award, перше нагородження відбулося в 1981 році. Переможці визначаються шляхом опитування понад 120 членів Лондонського гуртка критиків, чия професійна діяльність безпосередньо пов'язана з кіномистецтвом.
Церемонія нагородження, з 1995 року є також благодійною акцією в допомогу Національному товариству з запобігання жорстокому поводженню з дітьми, проходить в лондонському готелі Вест-Енд.

## Номінації
З плином часу номінації премії поступово змінюються, деякі додаються, деякі з них скасовуються.
В 2007 році після голосних заперечень ірландських акторів та кінематографістів, які були номіновані на премію «Кращі британські», було вирішено, що ірландські кінематографісти, актори та інші, які беруть участь у кіноіндустрії, матимуть право на отримання премій, у яких немає слова «британські» в заголовку. З цією метою були внесені зміни до назви кількох нагород, щоб виключити слово «британець». Нагорода «Attenborough» тепер переходить до найкращого фільму «британський» та / або «ірландський» року, завдяки чому актори, які вважають себе британськими та ірландськими (або обома) мають право на підтримку діючих нагород. Політика включення ірландських кандидатів у певні «британські» категорії продовжує викликати суперечки та глузування.
Починаючи з 2007 року премія «Дебютант» була розділена на дві нагороди «Прорив», одна — для акторів, інша — для кіномистецтва. Раніше кінорежисери та актори боролися один з одним за нагороду «Дебютант».

### Наявні номінації
- Найкращий фільм року;
- Найкращий фільм року іноземною мовою;
- Найкраща режисерська робота року;
- Найкращий сценарист року[en];
- Найкраща чоловіча акторська робота року;
- Найкраща жіноча акторська робота року;
- Найкращий міжнародний дебют року;
- Приз Атенборо за найкращий британський або ірландський фільм року;
- Найкращий британський режисер року;
- Найкращий британський сценарист року;
- Найкращий британський продюсер року;
- Найкраще британське технічне досягнення року;
- Найкращий британський актор року;
- Краща британська акторка року;
- Найкращий британський актор року в ролі другого плану;
- Краща британська акторка року в ролі другого плану;
- Приз Діліс Павелл;
- Кращий фільм-дебютант;
- Кращий акторський дебют[2].